# Eleições parlamentares europeias de 2024 no distrito de Faro
| Eleições parlamentares europeias de 2024 Distritos: Aveiro \| Beja \| Braga \| Bragança \| Castelo Branco \| Coimbra \| Évora \| Faro \| Guarda \| Leiria \| Lisboa \| Portalegre \| Porto \| Santarém \| Setúbal \| Viana do Castelo \| Vila Real \| Viseu \| Açores \| Madeira \| Estrangeiro |

## Resultados por concelho
Os resultados nos concelhos do Distrito de Faro foram os seguintes:

### Albufeira
| Partido                 | Partido                                  | Votos  | %               | +/-   |
| ----------------------- | ---------------------------------------- | ------ | --------------- | ----- |
|                         | Aliança Democrática (PPD/PSD-CDS-PP-PPM) | 4 882  | 31,43 / 100,00  | 5,09  |
|                         | Partido Socialista                       | 3 814  | 24,56 / 100,00  | 4,98  |
|                         | CHEGA                                    | 2 618  | 16,86 / 100,00  | -     |
|                         | Iniciativa Liberal                       | 1 768  | 11,38 / 100,00  | 10,76 |
|                         | Bloco de Esquerda                        | 611    | 3,93 / 100,00   | 8,03  |
|                         | LIVRE                                    | 498    | 3,21 / 100,00   | 1,67  |
|                         | Coligação Democrática Unitária (PCP-PEV) | 440    | 2,83 / 100,00   | 2,76  |
|                         | Alternativa Democrática Nacional         | 241    | 1,55 / 100,00   | 1,03  |
|                         | Pessoas–Animais–Natureza                 | 217    | 1,40 / 100,00   | 5,66  |
|                         | Outros (com menos de 1,00%)              | 204    | 1,31 / 100,00   |       |
| Votos Inválidos         | Votos Inválidos                          | 238    | 1,53 / 100,00   | 5,92  |
| Total                   | Total                                    | 15 531 | 100,00 / 100,00 |       |
| Eleitorado/Participação | Eleitorado/Participação                  | 36 275 | 42,81 / 100,00  | 19,77 |

| Freguesia                 | %     | %     | %     | %     | %    | %    | %    | %    | %    | Votantes |
| Freguesia                 | AD    | PS    | CH    | IL    | BE   | L    | CDU  | ADN  | PAN  | Votantes |
| ------------------------- | ----- | ----- | ----- | ----- | ---- | ---- | ---- | ---- | ---- | -------- |
| Freguesia                 |       |       |       |       |      |      |      |      |      | Votantes |
| Albufeira e Olhos de Água | 32,58 | 23,57 | 16,32 | 12,01 | 3,80 | 3,28 | 2,74 | 1,60 | 1,44 | 10 112   |
| Ferreiras                 | 26,97 | 26,69 | 20,02 | 10,01 | 3,94 | 3,01 | 3,20 | 1,67 | 1,44 | 2 158    |
| Guia                      | 32,26 | 24,63 | 15,30 | 11,97 | 4,21 | 3,60 | 2,59 | 1,25 | 1,39 | 2 164    |
| Paderne                   | 28,08 | 29,35 | 18,69 | 7,20  | 4,65 | 2,10 | 3,46 | 1,46 | 0,91 | 1 097    |
| Albufeira                 | 31,43 | 24,56 | 16,86 | 11,38 | 3,93 | 3,21 | 2,83 | 1,55 | 1,40 | 15 531   |

### Alcoutim
| Partido                 | Partido                                  | Votos | %               | +/-   |
| ----------------------- | ---------------------------------------- | ----- | --------------- | ----- |
|                         | Partido Socialista                       | 472   | 38,63 / 100,00  | 11,50 |
|                         | Aliança Democrática (PPD/PSD-CDS-PP-PPM) | 378   | 30,93 / 100,00  | 4,86  |
|                         | CHEGA                                    | 123   | 10,07 / 100,00  | -     |
|                         | Coligação Democrática Unitária (PCP-PEV) | 68    | 5,56 / 100,00   | 2,24  |
|                         | Iniciativa Liberal                       | 53    | 4,34 / 100,00   | 4,34  |
|                         | Bloco de Esquerda                        | 33    | 2,70 / 100,00   | 2,27  |
|                         | LIVRE                                    | 29    | 2,37 / 100,00   | 2,24  |
|                         | Alternativa Democrática Nacional         | 17    | 1,39 / 100,00   | 0,99  |
|                         | Outros (com menos de 1,00%)              | 25    | 2,05 / 100,00   |       |
| Votos Inválidos         | Votos Inválidos                          | 24    | 1,97 / 100,00   | 4,62  |
| Total                   | Total                                    | 1 222 | 100,00 / 100,00 |       |
| Eleitorado/Participação | Eleitorado/Participação                  | 2 221 | 55,02 / 100,00  | 24,24 |

| Freguesia          | %     | %     | %     | %    | %    | %    | %    | %    | Votantes |
| Freguesia          | PS    | AD    | CH    | CDU  | IL   | BE   | L    | ADN  | Votantes |
| ------------------ | ----- | ----- | ----- | ---- | ---- | ---- | ---- | ---- | -------- |
| Freguesia          |       |       |       |      |      |      |      |      | Votantes |
| Alcoutim e Pereiro | 40,91 | 25,52 | 10,84 | 4,72 | 6,29 | 3,15 | 2,62 | 1,05 | 572      |
| Giões              | 34,42 | 33,77 | 13,64 | 5,84 | 3,25 | 2,60 | 3,90 | 1,95 | 154      |
| Martim Longo       | 29,09 | 39,61 | 8,59  | 8,59 | 2,77 | 2,77 | 1,94 | 1,66 | 361      |
| Vaqueiros          | 59,26 | 27,41 | 6,67  | 0,74 | 1,48 | 0,74 | 0,74 | 1,48 | 135      |
| Alcoutim           | 38,63 | 30,93 | 10,07 | 5,56 | 4,34 | 2,70 | 2,37 | 1,39 | 1 222    |

### Aljezur
| Partido                 | Partido                                  | Votos | %               | +/-   |
| ----------------------- | ---------------------------------------- | ----- | --------------- | ----- |
|                         | Partido Socialista                       | 819   | 28,60 / 100,00  | 10,66 |
|                         | Aliança Democrática (PPD/PSD-CDS-PP-PPM) | 635   | 22,17 / 100,00  | 8,15  |
|                         | Iniciativa Liberal                       | 361   | 12,60 / 100,00  | 12,04 |
|                         | CHEGA                                    | 328   | 11,45 / 100,00  | -     |
|                         | Bloco de Esquerda                        | 190   | 6,63 / 100,00   | 3,71  |
|                         | LIVRE                                    | 171   | 5,97 / 100,00   | 4,53  |
|                         | Coligação Democrática Unitária (PCP-PEV) | 148   | 5,17 / 100,00   | 4,93  |
|                         | Pessoas–Animais–Natureza                 | 62    | 2,16 / 100,00   | 5,61  |
|                         | Alternativa Democrática Nacional         | 46    | 1,61 / 100,00   | 1,37  |
|                         | Outros (com menos de 1,00%)              | 47    | 1,64 / 100,00   |       |
| Votos Inválidos         | Votos Inválidos                          | 57    | 1,99 / 100,00   | 6,19  |
| Total                   | Total                                    | 2 864 | 100,00 / 100,00 |       |
| Eleitorado/Participação | Eleitorado/Participação                  | 4 175 | 68,60 / 100,00  | 39,19 |

| Freguesia | %     | %     | %     | %     | %    | %    | %    | %    | %    | Votantes |
| Freguesia | PS    | AD    | IL    | CH    | BE   | L    | CDU  | PAN  | ADN  | Votantes |
| --------- | ----- | ----- | ----- | ----- | ---- | ---- | ---- | ---- | ---- | -------- |
| Freguesia |       |       |       |       |      |      |      |      |      | Votantes |
| Aljezur   | 27,06 | 23,45 | 13,69 | 11,15 | 7,22 | 6,78 | 4,25 | 2,28 | 1,20 | 1 578    |
| Bordeira  | 33,69 | 24,60 | 7,49  | 9,63  | 4,81 | 4,28 | 4,81 | 2,67 | 3,74 | 187      |
| Odeceixe  | 30,46 | 20,89 | 12,44 | 11,00 | 5,90 | 5,42 | 7,50 | 1,28 | 1,75 | 627      |
| Rogil     | 29,24 | 18,64 | 11,23 | 13,77 | 6,36 | 4,66 | 5,30 | 2,75 | 1,91 | 472      |
| Aljezur   | 28,60 | 22,17 | 12,60 | 11,45 | 6,63 | 5,97 | 5,17 | 2,16 | 1,61 | 2 864    |

### Castro Marim
| Partido                 | Partido                                  | Votos | %               | +/-   |
| ----------------------- | ---------------------------------------- | ----- | --------------- | ----- |
|                         | Partido Socialista                       | 1 279 | 30,86 / 100,00  | 9,06  |
|                         | Aliança Democrática (PPD/PSD-CDS-PP-PPM) | 1 267 | 30,57 / 100,00  | 6,60  |
|                         | CHEGA                                    | 511   | 12,33 / 100,00  | -     |
|                         | Iniciativa Liberal                       | 444   | 10,71 / 100,00  | 10,26 |
|                         | Bloco de Esquerda                        | 169   | 4,08 / 100,00   | 6,97  |
|                         | Coligação Democrática Unitária (PCP-PEV) | 168   | 4,05 / 100,00   | 3,12  |
|                         | LIVRE                                    | 122   | 2,94 / 100,00   | 1,33  |
|                         | Alternativa Democrática Nacional         | 49    | 1,18 / 100,00   | 0,47  |
|                         | Outros (com menos de 1,00%)              | 80    | 1,92 / 100,00   |       |
| Votos Inválidos         | Votos Inválidos                          | 56    | 1,35 / 100,00   | 4,98  |
| Total                   | Total                                    | 4 145 | 100,00 / 100,00 |       |
| Eleitorado/Participação | Eleitorado/Participação                  | 5 824 | 71,17 / 100,00  | 44,42 |

| Freguesia    | %     | %     | %     | %     | %    | %    | %    | %    | Votantes |
| Freguesia    | PS    | AD    | CH    | IL    | BE   | CDU  | L    | ADN  | Votantes |
| ------------ | ----- | ----- | ----- | ----- | ---- | ---- | ---- | ---- | -------- |
| Freguesia    |       |       |       |       |      |      |      |      | Votantes |
| Altura       | 28,52 | 33,46 | 9,75  | 13,11 | 3,89 | 4,22 | 3,50 | 1,20 | 2 083    |
| Azinhal      | 38,49 | 24,61 | 14,83 | 3,79  | 5,68 | 5,05 | 1,26 | 1,26 | 317      |
| Castro Marim | 31,88 | 27,53 | 14,61 | 9,69  | 4,21 | 4,07 | 2,88 | 0,98 | 1 424    |
| Odeleite     | 33,96 | 31,15 | 16,51 | 6,54  | 3,12 | 1,87 | 1,25 | 1,87 | 321      |
| Castro Marim | 30,86 | 30,57 | 12,33 | 10,71 | 4,08 | 4,05 | 2,94 | 1,18 | 4 145    |

### Faro
| Partido                 | Partido                                  | Votos  | %               | +/-  |
| ----------------------- | ---------------------------------------- | ------ | --------------- | ---- |
|                         | Partido Socialista                       | 6 861  | 30,00 / 100,00  | 1,84 |
|                         | Aliança Democrática (PPD/PSD-CDS-PP-PPM) | 6 192  | 27,08 / 100,00  | 4,88 |
|                         | CHEGA                                    | 2 787  | 12,19 / 100,00  | -    |
|                         | Iniciativa Liberal                       | 2 175  | 9,51 / 100,00   | 8,61 |
|                         | Bloco de Esquerda                        | 1 343  | 5,87 / 100,00   | 8,17 |
|                         | LIVRE                                    | 1 086  | 4,75 / 100,00   | 2,56 |
|                         | Coligação Democrática Unitária (PCP-PEV) | 1 003  | 4,39 / 100,00   | 3,13 |
|                         | Pessoas–Animais–Natureza                 | 366    | 1,60 / 100,00   | 5,22 |
|                         | Alternativa Democrática Nacional         | 325    | 1,42 / 100,00   | 0,96 |
|                         | Outros (com menos de 1,00%)              | 301    | 1,31 / 100,00   |      |
| Votos Inválidos         | Votos Inválidos                          | 428    | 1,87 / 100,00   | 4,22 |
| Total                   | Total                                    | 22 867 | 100,00 / 100,00 |      |
| Eleitorado/Participação | Eleitorado/Participação                  | 56 925 | 40,17 / 100,00  | 8,63 |

| Freguesia             | %     | %     | %     | %     | %    | %    | %    | %    | %    | Votantes |
| Freguesia             | PS    | AD    | CH    | IL    | BE   | L    | CDU  | PAN  | ADN  | Votantes |
| --------------------- | ----- | ----- | ----- | ----- | ---- | ---- | ---- | ---- | ---- | -------- |
| Freguesia             |       |       |       |       |      |      |      |      |      | Votantes |
| Conceição e Estoi     | 28,75 | 24,44 | 16,63 | 8,13  | 6,38 | 4,11 | 4,19 | 1,63 | 1,87 | 2 459    |
| Faro (Sé e São Pedro) | 30,77 | 27,54 | 11,52 | 9,36  | 6,00 | 4,67 | 4,31 | 1,54 | 1,34 | 15 578   |
| Montenegro            | 27,63 | 27,63 | 11,42 | 12,12 | 5,49 | 5,71 | 3,47 | 1,88 | 1,26 | 3 572    |
| Santa Bárbara de Nexe | 29,73 | 24,96 | 13,91 | 6,68  | 4,37 | 4,29 | 8,27 | 1,51 | 2,07 | 1 258    |
| Faro                  | 30,00 | 27,08 | 12,19 | 9,51  | 5,87 | 4,75 | 4,39 | 1,60 | 1,42 | 22 867   |

### Lagoa
| Partido                 | Partido                                  | Votos  | %               | +/-   |
| ----------------------- | ---------------------------------------- | ------ | --------------- | ----- |
|                         | Partido Socialista                       | 2 410  | 29,10 / 100,00  | 8,41  |
|                         | Aliança Democrática (PPD/PSD-CDS-PP-PPM) | 2 276  | 27,48 / 100,00  | 6,97  |
|                         | CHEGA                                    | 1 449  | 17,50 / 100,00  | -     |
|                         | Iniciativa Liberal                       | 667    | 8,05 / 100,00   | 7,60  |
|                         | Bloco de Esquerda                        | 388    | 4,69 / 100,00   | 8,05  |
|                         | Coligação Democrática Unitária (PCP-PEV) | 311    | 3,76 / 100,00   | 2,26  |
|                         | LIVRE                                    | 285    | 3,44 / 100,00   | 2,07  |
|                         | Pessoas–Animais–Natureza                 | 124    | 1,50 / 100,00   | 4,63  |
|                         | Alternativa Democrática Nacional         | 123    | 1,49 / 100,00   | 0,97  |
|                         | Outros (com menos de 1,00%)              | 121    | 1,47 / 100,00   |       |
| Votos Inválidos         | Votos Inválidos                          | 127    | 1,54 / 100,00   | 4,65  |
| Total                   | Total                                    | 8 281  | 100,00 / 100,00 |       |
| Eleitorado/Participação | Eleitorado/Participação                  | 19 142 | 43,26 / 100,00  | 14,56 |

| Freguesia          | %     | %     | %     | %    | %    | %    | %    | %    | %    | Votantes |
| Freguesia          | PS    | AD    | CH    | IL   | BE   | CDU  | L    | PAN  | ADN  | Votantes |
| ------------------ | ----- | ----- | ----- | ---- | ---- | ---- | ---- | ---- | ---- | -------- |
| Freguesia          |       |       |       |      |      |      |      |      |      | Votantes |
| Estômbar e Parchal | 28,97 | 24,68 | 20,43 | 6,76 | 5,36 | 4,12 | 3,17 | 1,84 | 1,55 | 3 152    |
| Ferragudo          | 38,94 | 22,67 | 14,75 | 6,18 | 4,34 | 5,31 | 3,36 | 1,30 | 0,87 | 922      |
| Lagoa e Carvoeiro  | 26,87 | 30,60 | 15,72 | 9,78 | 4,32 | 3,25 | 3,79 | 1,22 | 1,64 | 3 353    |
| Porches            | 27,75 | 30,80 | 16,63 | 8,08 | 3,98 | 2,69 | 3,16 | 1,52 | 1,29 | 854      |
| Lagoa              | 29,10 | 27,48 | 17,50 | 8,05 | 4,69 | 3,76 | 3,44 | 1,50 | 1,49 | 8 281    |

### Lagos
| Partido                 | Partido                                  | Votos  | %               | +/-   |
| ----------------------- | ---------------------------------------- | ------ | --------------- | ----- |
|                         | Partido Socialista                       | 2 981  | 30,84 / 100,00  | 4,57  |
|                         | Aliança Democrática (PPD/PSD-CDS-PP-PPM) | 2 548  | 26,36 / 100,00  | 8,78  |
|                         | CHEGA                                    | 1 177  | 12,18 / 100,00  | -     |
|                         | Iniciativa Liberal                       | 880    | 9,10 / 100,00   | 8,51  |
|                         | Bloco de Esquerda                        | 585    | 6,05 / 100,00   | 8,72  |
|                         | Coligação Democrática Unitária (PCP-PEV) | 466    | 4,82 / 100,00   | 3,52  |
|                         | LIVRE                                    | 430    | 4,45 / 100,00   | 2,15  |
|                         | Pessoas–Animais–Natureza                 | 153    | 1,58 / 100,00   | 4,49  |
|                         | Alternativa Democrática Nacional         | 133    | 1,38 / 100,00   | 0,69  |
|                         | Outros (com menos de 1,00%)              | 151    | 1,54 / 100,00   |       |
| Votos Inválidos         | Votos Inválidos                          | 162    | 1,68 / 100,00   | 4,89  |
| Total                   | Total                                    | 9 666  | 100,00 / 100,00 |       |
| Eleitorado/Participação | Eleitorado/Participação                  | 24 265 | 39,84 / 100,00  | 12,36 |

| Freguesia                     | %     | %     | %     | %     | %    | %    | %    | %    | %    | Votantes |
| Freguesia                     | PS    | AD    | CH    | IL    | BE   | CDU  | L    | PAN  | ADN  | Votantes |
| ----------------------------- | ----- | ----- | ----- | ----- | ---- | ---- | ---- | ---- | ---- | -------- |
| Freguesia                     |       |       |       |       |      |      |      |      |      | Votantes |
| Bensafrim e Barão de São João | 35,96 | 19,66 | 13,58 | 7,89  | 4,92 | 6,86 | 4,27 | 1,03 | 1,16 | 773      |
| Luz                           | 27,76 | 26,28 | 13,49 | 11,84 | 5,74 | 3,39 | 4,00 | 1,39 | 2,26 | 1 149    |
| Odiáxere                      | 33,77 | 22,00 | 14,90 | 8,89  | 5,17 | 5,17 | 2,88 | 1,80 | 1,20 | 832      |
| São Gonçalo de Lagos          | 30,43 | 27,65 | 11,47 | 8,81  | 6,34 | 4,79 | 4,73 | 1,65 | 1,27 | 6 912    |
| Lagos                         | 30,84 | 26,36 | 12,18 | 9,10  | 6,05 | 4,82 | 4,45 | 1,58 | 1,38 | 9 666    |

### Loulé
| Partido                 | Partido                                  | Votos  | %               | +/-   |
| ----------------------- | ---------------------------------------- | ------ | --------------- | ----- |
|                         | Aliança Democrática (PPD/PSD-CDS-PP-PPM) | 7 503  | 32,78 / 100,00  | 6,22  |
|                         | Partido Socialista                       | 6 113  | 26,71 / 100,00  | 8,48  |
|                         | CHEGA                                    | 3 394  | 14,83 / 100,00  | -     |
|                         | Iniciativa Liberal                       | 2 156  | 9,42 / 100,00   | 8,74  |
|                         | Bloco de Esquerda                        | 933    | 4,08 / 100,00   | 6,28  |
|                         | LIVRE                                    | 731    | 3,19 / 100,00   | 1,68  |
|                         | Coligação Democrática Unitária (PCP-PEV) | 633    | 2,77 / 100,00   | 1,49  |
|                         | Alternativa Democrática Nacional         | 357    | 1,56 / 100,00   | 1,04  |
|                         | Pessoas–Animais–Natureza                 | 345    | 1,51 / 100,00   | 4,37  |
|                         | Outros (com menos de 1,00%)              | 315    | 1,39 / 100,00   |       |
| Votos Inválidos         | Votos Inválidos                          | 406    | 1,77 / 100,00   | 5,55  |
| Total                   | Total                                    | 22 886 | 100,00 / 100,00 |       |
| Eleitorado/Participação | Eleitorado/Participação                  | 61 758 | 37,06 / 100,00  | 13,20 |

| Freguesia               | %     | %     | %     | %     | %    | %    | %    | %    | %    | Votantes |
| Freguesia               | AD    | PS    | CH    | IL    | BE   | L    | CDU  | ADN  | PAN  | Votantes |
| ----------------------- | ----- | ----- | ----- | ----- | ---- | ---- | ---- | ---- | ---- | -------- |
| Freguesia               |       |       |       |       |      |      |      |      |      | Votantes |
| Almancil                | 32,78 | 26,57 | 16,52 | 8,77  | 3,41 | 1,94 | 2,37 | 1,75 | 2,29 | 2 578    |
| Alte                    | 25,34 | 37,94 | 16,08 | 5,77  | 3,34 | 2,12 | 3,19 | 1,52 | 0,76 | 659      |
| Ameixial                | 21,21 | 50,00 | 8,08  | 4,04  | 1,52 | 2,53 | 4,04 | 1,52 | 2,53 | 198      |
| Boliqueime              | 33,48 | 25,64 | 16,71 | 9,24  | 3,49 | 2,88 | 2,26 | 1,96 | 0,98 | 1 634    |
| Loulé (São Clemente)    | 27,75 | 30,12 | 14,47 | 8,75  | 5,08 | 4,30 | 3,15 | 1,36 | 1,76 | 4 768    |
| Loulé (São Sebastião)   | 29,46 | 27,73 | 15,20 | 9,05  | 4,96 | 4,10 | 2,95 | 1,27 | 1,60 | 2 441    |
| Quarteira               | 37,71 | 22,32 | 14,63 | 11,25 | 3,47 | 2,89 | 2,44 | 1,57 | 1,21 | 8 958    |
| Querença, Tôr e Benafim | 26,83 | 33,33 | 13,70 | 5,11  | 5,69 | 2,79 | 3,95 | 1,63 | 1,86 | 861      |
| Salir                   | 31,81 | 33,08 | 10,52 | 5,45  | 5,07 | 3,42 | 3,93 | 2,03 | 1,65 | 789      |
| Loulé                   | 32,78 | 26,71 | 14,83 | 9,42  | 4,08 | 3,19 | 2,77 | 1,56 | 1,51 | 22 886   |

### Monchique
| Partido                 | Partido                                  | Votos | %               | +/-  |
| ----------------------- | ---------------------------------------- | ----- | --------------- | ---- |
|                         | Partido Socialista                       | 782   | 38,11 / 100,00  | 4,21 |
|                         | Aliança Democrática (PPD/PSD-CDS-PP-PPM) | 558   | 27,19 / 100,00  | 1,90 |
|                         | CHEGA                                    | 185   | 9,02 / 100,00   | -    |
|                         | Iniciativa Liberal                       | 117   | 5,70 / 100,00   | 5,26 |
|                         | Bloco de Esquerda                        | 109   | 5,31 / 100,00   | 6,65 |
|                         | Coligação Democrática Unitária (PCP-PEV) | 78    | 3,80 / 100,00   | 3,17 |
|                         | LIVRE                                    | 56    | 2,73 / 100,00   | 1,36 |
|                         | Alternativa Democrática Nacional         | 37    | 1,80 / 100,00   | 1,64 |
|                         | Pessoas–Animais–Natureza                 | 25    | 1,22 / 100,00   | 3,06 |
|                         | Outros (com menos de 1,00%)              | 34    | 1,55 / 100,00   |      |
| Votos Inválidos         | Votos Inválidos                          | 71    | 3,46 / 100,00   | 5,37 |
| Total                   | Total                                    | 2 052 | 100,00 / 100,00 |      |
| Eleitorado/Participação | Eleitorado/Participação                  | 4 422 | 46,40 / 100,00  | 7,70 |

| Freguesia | %     | %     | %    | %    | %    | %    | %    | %    | %    | Votantes |
| Freguesia | PS    | AD    | CH   | IL   | BE   | CDU  | L    | ADN  | PAN  | Votantes |
| --------- | ----- | ----- | ---- | ---- | ---- | ---- | ---- | ---- | ---- | -------- |
| Freguesia |       |       |      |      |      |      |      |      |      | Votantes |
| Alferce   | 43,53 | 25,88 | 7,06 | 4,71 | 4,12 | 1,18 | 3,53 | 2,94 | 1,76 | 170      |
| Marmelete | 36,86 | 30,08 | 8,90 | 5,08 | 5,51 | 2,54 | 1,27 | 2,12 | 2,12 | 236      |
| Monchique | 37,73 | 26,91 | 9,23 | 5,89 | 5,41 | 4,25 | 2,86 | 1,64 | 1,03 | 1 646    |
| Monchique | 38,11 | 27,19 | 9,02 | 5,70 | 5,31 | 3,80 | 2,73 | 1,80 | 1,22 | 2 052    |

### Olhão
| Partido                 | Partido                                  | Votos  | %               | +/-  |
| ----------------------- | ---------------------------------------- | ------ | --------------- | ---- |
|                         | Partido Socialista                       | 3 792  | 31,42 / 100,00  | 2,55 |
|                         | Aliança Democrática (PPD/PSD-CDS-PP-PPM) | 2 909  | 24,11 / 100,00  | 5,05 |
|                         | CHEGA                                    | 2 041  | 16,91 / 100,00  | -    |
|                         | Iniciativa Liberal                       | 906    | 7,51 / 100,00   | 7,13 |
|                         | Bloco de Esquerda                        | 683    | 5,66 / 100,00   | 9,09 |
|                         | Coligação Democrática Unitária (PCP-PEV) | 478    | 3,96 / 100,00   | 3,66 |
|                         | LIVRE                                    | 406    | 3,36 / 100,00   | 1,67 |
|                         | Pessoas–Animais–Natureza                 | 238    | 1,97 / 100,00   | 4,76 |
|                         | Alternativa Democrática Nacional         | 186    | 1,54 / 100,00   | 1,00 |
|                         | Outros (com menos de 1,00%)              | 198    | 1,64 / 100,00   |      |
| Votos Inválidos         | Votos Inválidos                          | 230    | 1,91 / 100,00   | 5,01 |
| Total                   | Total                                    | 12 067 | 100,00 / 100,00 |      |
| Eleitorado/Participação | Eleitorado/Participação                  | 37 870 | 31,86 / 100,00  | 7,22 |

| Freguesia             | %     | %     | %     | %    | %    | %    | %    | %    | %    | Votantes |
| Freguesia             | PS    | AD    | CH    | IL   | BE   | CDU  | L    | PAN  | ADN  | Votantes |
| --------------------- | ----- | ----- | ----- | ---- | ---- | ---- | ---- | ---- | ---- | -------- |
| Freguesia             |       |       |       |      |      |      |      |      |      | Votantes |
| Moncarapacho e Fuseta | 31,28 | 26,73 | 15,48 | 6,74 | 5,10 | 3,96 | 2,72 | 2,03 | 1,83 | 3 056    |
| Olhão                 | 32,71 | 22,18 | 17,14 | 7,62 | 6,00 | 3,83 | 3,65 | 2,08 | 1,34 | 3 886    |
| Pechão                | 29,58 | 23,96 | 16,31 | 7,65 | 6,86 | 4,16 | 3,37 | 2,70 | 1,24 | 889      |
| Quelfes               | 30,74 | 24,01 | 17,87 | 7,93 | 5,50 | 4,04 | 3,56 | 1,68 | 1,58 | 4 236    |
| Olhão                 | 31,42 | 24,11 | 16,91 | 7,51 | 5,66 | 3,96 | 3,36 | 1,97 | 1,54 | 12 067   |

### Portimão
| Partido                 | Partido                                  | Votos  | %               | +/-   |
| ----------------------- | ---------------------------------------- | ------ | --------------- | ----- |
|                         | Partido Socialista                       | 6 256  | 28,73 / 100,00  | 4,23  |
|                         | Aliança Democrática (PPD/PSD-CDS-PP-PPM) | 5 913  | 27,16 / 100,00  | 7,42  |
|                         | CHEGA                                    | 3 616  | 16,61 / 100,00  | -     |
|                         | Iniciativa Liberal                       | 2 060  | 9,46 / 100,00   | 8,80  |
|                         | Bloco de Esquerda                        | 1 177  | 5,41 / 100,00   | 9,53  |
|                         | Coligação Democrática Unitária (PCP-PEV) | 768    | 3,53 / 100,00   | 3,10  |
|                         | LIVRE                                    | 748    | 3,44 / 100,00   | 1,54  |
|                         | Alternativa Democrática Nacional         | 315    | 1,45 / 100,00   | 0,95  |
|                         | Pessoas–Animais–Natureza                 | 304    | 1,40 / 100,00   | 5,45  |
|                         | Outros (com menos de 1,00%)              | 266    | 1,21 / 100,00   |       |
| Votos Inválidos         | Votos Inválidos                          | 350    | 1,60 / 100,00   | 4,85  |
| Total                   | Total                                    | 21 773 | 100,00 / 100,00 |       |
| Eleitorado/Participação | Eleitorado/Participação                  | 50 586 | 43,04 / 100,00  | 15,00 |

| Freguesia          | %     | %     | %     | %     | %    | %    | %    | %    | %    | Votantes |
| Freguesia          | PS    | AD    | CH    | IL    | BE   | CDU  | L    | ADN  | PAN  | Votantes |
| ------------------ | ----- | ----- | ----- | ----- | ---- | ---- | ---- | ---- | ---- | -------- |
| Freguesia          |       |       |       |       |      |      |      |      |      | Votantes |
| Alvor              | 26,28 | 28,07 | 15,39 | 11,25 | 5,33 | 3,61 | 4,34 | 1,42 | 1,62 | 3 021    |
| Mexilhoeira Grande | 34,70 | 22,78 | 15,97 | 7,28  | 5,86 | 3,84 | 2,49 | 1,75 | 1,95 | 1 484    |
| Portimão           | 28,65 | 27,37 | 16,88 | 9,34  | 5,38 | 3,49 | 3,36 | 1,42 | 1,31 | 17 268   |
| Portimão           | 28,73 | 27,16 | 16,61 | 9,46  | 5,41 | 3,53 | 3,44 | 1,45 | 1,40 | 21 773   |

### São Brás de Alportel
| Partido                 | Partido                                  | Votos | %               | +/-  |
| ----------------------- | ---------------------------------------- | ----- | --------------- | ---- |
|                         | Partido Socialista                       | 1 039 | 31,52 / 100,00  | 5,76 |
|                         | Aliança Democrática (PPD/PSD-CDS-PP-PPM) | 939   | 28,49 / 100,00  | 5,83 |
|                         | CHEGA                                    | 465   | 14,11 / 100,00  | -    |
|                         | Iniciativa Liberal                       | 257   | 7,80 / 100,00   | 7,29 |
|                         | Bloco de Esquerda                        | 166   | 5,04 / 100,00   | 6,36 |
|                         | Coligação Democrática Unitária (PCP-PEV) | 116   | 3,52 / 100,00   | 2,75 |
|                         | LIVRE                                    | 109   | 3,31 / 100,00   | 1,81 |
|                         | Pessoas–Animais–Natureza                 | 61    | 1,85 / 100,00   | 3,76 |
|                         | Alternativa Democrática Nacional         | 51    | 1,55 / 100,00   | 1,11 |
|                         | Outros (com menos de 1,00%)              | 39    | 1,18 / 100,00   |      |
| Votos Inválidos         | Votos Inválidos                          | 54    | 1,63 / 100,00   | 5,85 |
| Total                   | Total                                    | 3 296 | 100,00 / 100,00 |      |
| Eleitorado/Participação | Eleitorado/Participação                  | 9 433 | 34,94 / 100,00  | 5,60 |

| Freguesia            | %     | %     | %     | %    | %    | %    | %    | %    | %    | Votantes |
| Freguesia            | PS    | AD    | CH    | IL   | BE   | CDU  | L    | PAN  | ADN  | Votantes |
| -------------------- | ----- | ----- | ----- | ---- | ---- | ---- | ---- | ---- | ---- | -------- |
| Freguesia            |       |       |       |      |      |      |      |      |      | Votantes |
| São Brás de Alportel | 31,52 | 28,49 | 14,11 | 7,80 | 5,04 | 3,52 | 3,31 | 1,85 | 1,55 | 3 296    |
| São Brás de Alportel | 31,52 | 28,49 | 14,11 | 7,80 | 5,04 | 3,52 | 3,31 | 1,85 | 1,55 | 3 296    |

### Silves
| Partido                 | Partido                                  | Votos  | %               | +/-   |
| ----------------------- | ---------------------------------------- | ------ | --------------- | ----- |
|                         | Partido Socialista                       | 4 198  | 30,27 / 100,00  | 2,14  |
|                         | Aliança Democrática (PPD/PSD-CDS-PP-PPM) | 3 571  | 25,75 / 100,00  | 6,79  |
|                         | CHEGA                                    | 2 115  | 15,25 / 100,00  | -     |
|                         | Iniciativa Liberal                       | 1 134  | 8,18 / 100,00   | 7,65  |
|                         | Coligação Democrática Unitária (PCP-PEV) | 868    | 6,26 / 100,00   | 6,39  |
|                         | Bloco de Esquerda                        | 679    | 4,90 / 100,00   | 6,39  |
|                         | LIVRE                                    | 464    | 3,35 / 100,00   | 1,43  |
|                         | Alternativa Democrática Nacional         | 216    | 1,56 / 100,00   | 1,12  |
|                         | Pessoas–Animais–Natureza                 | 184    | 1,33 / 100,00   | 4,18  |
|                         | Outros (com menos de 1,00%)              | 189    | 1,37 / 100,00   |       |
| Votos Inválidos         | Votos Inválidos                          | 252    | 1,82 / 100,00   | 5,78  |
| Total                   | Total                                    | 13 870 | 100,00 / 100,00 |       |
| Eleitorado/Participação | Eleitorado/Participação                  | 31 065 | 44,65 / 100,00  | 17,70 |

| Freguesia                  | %     | %     | %     | %     | %    | %    | %    | %    | %    | Votantes |
| Freguesia                  | PS    | AD    | CH    | IL    | CDU  | BE   | L    | ADN  | PAN  | Votantes |
| -------------------------- | ----- | ----- | ----- | ----- | ---- | ---- | ---- | ---- | ---- | -------- |
| Freguesia                  |       |       |       |       |      |      |      |      |      | Votantes |
| Alcantarilha e Pêra        | 27,79 | 27,74 | 15,27 | 8,15  | 5,67 | 4,86 | 3,78 | 2,27 | 1,13 | 1 853    |
| Algoz e Tunes              | 30,62 | 23,23 | 19,81 | 7,24  | 4,78 | 5,48 | 3,32 | 1,06 | 1,36 | 1 989    |
| Armação de Pêra            | 28,80 | 32,40 | 12,53 | 10,53 | 3,95 | 3,85 | 3,13 | 1,18 | 1,21 | 4 055    |
| São Bartolomeu de Messines | 33,26 | 22,61 | 15,85 | 5,24  | 8,07 | 4,95 | 2,96 | 2,24 | 1,23 | 2 366    |
| São Marcos da Serra        | 37,33 | 19,20 | 13,33 | 4,80  | 9,87 | 4,27 | 2,67 | 1,87 | 1,07 | 375      |
| Silves                     | 30,29 | 20,85 | 15,63 | 8,35  | 8,66 | 5,91 | 3,74 | 1,39 | 1,67 | 3 232    |
| Silves                     | 30,27 | 25,75 | 15,25 | 8,18  | 6,26 | 4,90 | 3,35 | 1,56 | 1,33 | 13 870   |

### Tavira
| Partido                 | Partido                                  | Votos  | %               | +/-   |
| ----------------------- | ---------------------------------------- | ------ | --------------- | ----- |
|                         | Partido Socialista                       | 3 253  | 30,95 / 100,00  | 7,54  |
|                         | Aliança Democrática (PPD/PSD-CDS-PP-PPM) | 3 103  | 29,52 / 100,00  | 8,27  |
|                         | CHEGA                                    | 1 200  | 11,42 / 100,00  | -     |
|                         | Iniciativa Liberal                       | 1 021  | 9,71 / 100,00   | 8,91  |
|                         | Bloco de Esquerda                        | 574    | 5,46 / 100,00   | 7,88  |
|                         | LIVRE                                    | 423    | 4,02 / 100,00   | 2,45  |
|                         | Coligação Democrática Unitária (PCP-PEV) | 334    | 3,18 / 100,00   | 1,90  |
|                         | Alternativa Democrática Nacional         | 144    | 1,37 / 100,00   | 0,99  |
|                         | Pessoas–Animais–Natureza                 | 128    | 1,22 / 100,00   | 3,62  |
|                         | Outros (com menos de 1,00%)              | 137    | 1,30 / 100,00   |       |
| Votos Inválidos         | Votos Inválidos                          | 193    | 1,84 / 100,00   | 6,02  |
| Total                   | Total                                    | 10 510 | 100,00 / 100,00 |       |
| Eleitorado/Participação | Eleitorado/Participação                  | 21 863 | 48,07 / 100,00  | 20,31 |

| Freguesia                        | %     | %     | %     | %     | %    | %    | %    | %    | %    | Votantes |
| Freguesia                        | PS    | AD    | CH    | IL    | BE   | L    | CDU  | ADN  | PAN  | Votantes |
| -------------------------------- | ----- | ----- | ----- | ----- | ---- | ---- | ---- | ---- | ---- | -------- |
| Freguesia                        |       |       |       |       |      |      |      |      |      | Votantes |
| Cachopo                          | 36,14 | 34,54 | 9,64  | 2,81  | 2,01 | 0,80 | 4,02 | 3,61 | 0,80 | 249      |
| Conceição e Cabanas de Tavira    | 28,89 | 28,48 | 10,60 | 13,19 | 5,55 | 5,55 | 3,18 | 1,05 | 1,05 | 2 198    |
| Luz de Tavira e Santo Estêvão    | 32,38 | 27,21 | 14,63 | 6,19  | 5,99 | 3,54 | 2,52 | 1,90 | 1,16 | 1 470    |
| Santa Catarina da Fonte do Bispo | 38,96 | 26,49 | 9,21  | 5,76  | 4,03 | 4,22 | 2,69 | 3,26 | 1,54 | 521      |
| Santa Luzia                      | 33,29 | 27,63 | 9,83  | 10,98 | 6,24 | 3,47 | 3,24 | 1,50 | 1,62 | 865      |
| Tavira (Santa Maria e Santiago)  | 29,98 | 31,00 | 11,43 | 9,76  | 5,45 | 3,74 | 3,36 | 1,04 | 1,23 | 5 207    |
| Tavira                           | 30,95 | 29,52 | 11,42 | 9,71  | 5,46 | 4,02 | 3,18 | 1,37 | 1,22 | 10 510   |

### Vila do Bispo
| Partido                 | Partido                                  | Votos | %               | +/-   |
| ----------------------- | ---------------------------------------- | ----- | --------------- | ----- |
|                         | Partido Socialista                       | 670   | 28,73 / 100,00  | 8,34  |
|                         | Aliança Democrática (PPD/PSD-CDS-PP-PPM) | 613   | 26,29 / 100,00  | 10,35 |
|                         | CHEGA                                    | 293   | 12,56 / 100,00  | -     |
|                         | Iniciativa Liberal                       | 234   | 10,03 / 100,00  | 9,48  |
|                         | Bloco de Esquerda                        | 157   | 6,73 / 100,00   | 6,20  |
|                         | LIVRE                                    | 123   | 5,27 / 100,00   | 3,81  |
|                         | Coligação Democrática Unitária (PCP-PEV) | 88    | 3,77 / 100,00   | 2,97  |
|                         | Pessoas–Animais–Natureza                 | 44    | 1,89 / 100,00   | 5,49  |
|                         | Alternativa Democrática Nacional         | 38    | 1,63 / 100,00   | 1,36  |
|                         | Outros (com menos de 1,00%)              | 33    | 1,41 / 100,00   |       |
| Votos Inválidos         | Votos Inválidos                          | 39    | 1,67 / 100,00   | 8,35  |
| Total                   | Total                                    | 2 332 | 100,00 / 100,00 |       |
| Eleitorado/Participação | Eleitorado/Participação                  | 3 981 | 58,58 / 100,00  | 31,35 |

| Freguesia                 | %     | %     | %     | %     | %     | %    | %    | %    | %    | Votantes |
| Freguesia                 | PS    | AD    | CH    | IL    | BE    | L    | CDU  | PAN  | ADN  | Votantes |
| ------------------------- | ----- | ----- | ----- | ----- | ----- | ---- | ---- | ---- | ---- | -------- |
| Freguesia                 |       |       |       |       |       |      |      |      |      | Votantes |
| Barão de São Miguel       | 37,04 | 18,52 | 9,88  | 3,70  | 12,35 | 4,94 | 4,32 | 1,85 | 1,85 | 162      |
| Budens                    | 32,92 | 24,96 | 10,92 | 6,86  | 7,80  | 5,62 | 4,37 | 1,87 | 1,09 | 641      |
| Sagres                    | 27,23 | 26,44 | 12,83 | 13,61 | 4,58  | 4,58 | 4,19 | 2,36 | 1,83 | 764      |
| Vila do Bispo e Raposeira | 24,97 | 28,89 | 14,25 | 10,46 | 6,80  | 5,75 | 2,75 | 1,44 | 1,83 | 765      |
| Vila do Bispo             | 28,73 | 26,29 | 12,56 | 10,03 | 6,73  | 5,27 | 3,77 | 1,89 | 1,63 | 2 332    |

### Vila Real de Santo António
| Partido                 | Partido                                  | Votos  | %               | +/-   |
| ----------------------- | ---------------------------------------- | ------ | --------------- | ----- |
|                         | Partido Socialista                       | 3 344  | 33,93 / 100,00  | 2,98  |
|                         | Aliança Democrática (PPD/PSD-CDS-PP-PPM) | 2 733  | 27,73 / 100,00  | 10,18 |
|                         | CHEGA                                    | 1 099  | 11,15 / 100,00  | -     |
|                         | Iniciativa Liberal                       | 890    | 9,03 / 100,00   | 8,68  |
|                         | Coligação Democrática Unitária (PCP-PEV) | 638    | 6,47 / 100,00   | 8,21  |
|                         | Bloco de Esquerda                        | 443    | 4,50 / 100,00   | 8,17  |
|                         | LIVRE                                    | 292    | 2,96 / 100,00   | 1,42  |
|                         | Pessoas–Animais–Natureza                 | 107    | 1,09 / 100,00   | 3,08  |
|                         | Outros (com menos de 1,00%)              | 168    | 1,69 / 100,00   |       |
| Votos Inválidos         | Votos Inválidos                          | 141    | 1,43 / 100,00   | 2,85  |
| Total                   | Total                                    | 9 855  | 100,00 / 100,00 |       |
| Eleitorado/Participação | Eleitorado/Participação                  | 16 986 | 58,02 / 100,00  | 35,62 |

| Freguesia                  | %     | %     | %     | %     | %    | %    | %    | %    | Votantes |
| Freguesia                  | PS    | AD    | CH    | IL    | CDU  | BE   | L    | PAN  | Votantes |
| -------------------------- | ----- | ----- | ----- | ----- | ---- | ---- | ---- | ---- | -------- |
| Freguesia                  |       |       |       |       |      |      |      |      | Votantes |
| Monte Gordo                | 32,26 | 31,46 | 10,03 | 10,31 | 5,49 | 4,12 | 2,90 | 0,56 | 2 861    |
| Vila Nova de Cacela        | 32,22 | 29,07 | 10,96 | 9,88  | 6,24 | 3,76 | 3,23 | 1,24 | 2 418    |
| Vila Real de Santo António | 35,88 | 24,69 | 11,95 | 7,78  | 7,21 | 5,11 | 2,86 | 1,33 | 4 576    |
| Vila Real de Santo António | 33,93 | 27,73 | 11,15 | 9,03  | 6,47 | 4,50 | 2,96 | 1,09 | 9 855    |